# سراغة هوكر
سَراغَة هوكر (باللاتينية: Crepis hookeriana) نوع نباتي يتبع جنس السراغة من الفصيلة النجمية. سميت تكريما لعالم النبات البريطاني جوزيف دالتون هوكر.

## الموئل والانتشار
موطنها المغرب العربي.